# 科茨 (明尼蘇達州)
科茨（英語：Coates）是一個位於美國明尼蘇達州達科他縣的城市。

## 人口
根據2020年美國人口普查的數據，科茨的面積為3.88平方千米，當中陸地面積為3.88平方千米，而水域面積為0.00平方千米。當地共有人口147人，而人口密度為每平方千米38人。